# Juan Carlos Osorio
Juan Carlos Osorio Arbeláez, né le 6 août 1961 à Santa Rosa de Cabal en Colombie, est un ancien joueur de football colombien qui évoluait au poste de milieu de terrain avant de devenir ensuite entraîneur.

## Biographie

### Carrière d'entraîneur
Juan Carlos Osorio participe en tant que sélectionneur de l'équipe du Mexique à la Copa América Centenario puis à la Coupe des confédérations 2017. Suspendu six matchs par la FIFA, lui reprochant d'avoir menacé les arbitres durant le match Mexique-Portugal de cette dernière compétition, il est remplacé par son adjoint Luis Pompilio Páez lors de la Gold Cup 2017.
Non-renouvelé par la Fédération mexicaine à la tête du Mexique après le Mondial 2018, Osorio est nommé le lundi 3 septembre 2018 à la tête du Paraguay, avec pour mission de qualifier sa nouvelle nation pour la Coupe du monde 2022.

## Palmarès
| New York Red Bulls - Coupe de la Major League Soccer : - Finaliste : 2008. - Conférence Est de MLS (1) : - Vainqueur : 2008. |  | Once Caldas - Championnat de Colombie (1) : - Champion : 2010 (Clôture). - Vice-champion : 2011 (Clôture). |

 Atlético Nacional
| - Championnat de Colombie (3) : - Champion : 2013 (Ouverture), 2013 (Clôture) et 2014 (Ouverture). - Coupe de Colombie (2) : - Vainqueur : 2012 et 2013. |  | - Superligue de Colombie (1) : - Vainqueur : 2012. |